# Schauera graveolens
Schauera graveolens là loài thực vật có hoa trong họ Nguyệt quế. Loài này được Hassk. miêu tả khoa học đầu tiên năm 1842.